# ジエノン-フェノール転位
ジエノン-フェノール転位（ジエノンフェノールてんい、英: dienone-phenol rearrangement）とは、有機化学における転位反応の一種で、酸触媒により環状ジエノンがフェノール類に変わる反応。
ジエノンフェノール転位の基質は、4,4-ジアルキル-2,5-シクロヘキサジエン-1-オンの誘導体である。これに酸触媒を作用させると 4位のアルキル基の転位が起こり、3,4-ジアルキルフェノール誘導体を与える（下式）。
この反応はまず、カルボニル基の酸素にプロトンが付加してペンタジエニルカチオンを生じ、続いて6員環の芳香族化と 4位の立体障害の解消が駆動力となりアルキル基の転位が進行する。一般に、硫酸や濃塩酸など、ある程度強い酸を必要とする。
19世紀末にサントニン  がデスモトロポサントニンに変わる反応が A.Andreocci により報告された。これが本反応の最初の報告とされる。

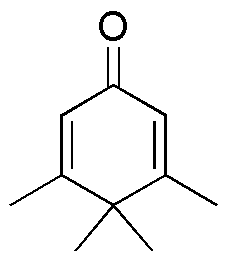
ペンギノン

3,4,4,5-テトラメチルシクロ-2,5-ヘキサジエン-1-オン（ペンギノンと呼ばれることもある）は本反応の基質となるべきジエノン骨格を有するが、3,5位のメチル基が4位のメチル基の転位を阻害するため、トリフルオロ酢酸を作用させてもフェノールには変わらないことが報告されている。